# ایسلامباختی
ایسلامباختی (انگلیسی: Islambakhty) یک شهرک در شهرستان یرمکیفسکی استان باشقیرستان کشور روسیه است.